# متحف نيكانور أوناتسكي الإقليمي للفنون في سومي
متحف نيكانور أوناتسكي الإقليمي للفنون في سومي (بالأوكرانية: Сумський художній музей імені Никанора Онацького) هو متحف حكومي في سومي، أوكرانيا. تعد مجموعته واحدة من أفضل المجموعات في أوكرانيا وتحتوي على أعمال لفنانين محليين ومن جميع أنحاء العالم.

## نظرة عامة
تأسس المتحف في 1 مارس 1920 على يد نيكانور أوناتسكي (1875-1937)، وهو فنان ومعلم وشخصية عامة وأحد تلاميذ إيليا ريبين.
تشكل المتحف على أساس المجموعات المحلية الخاصة التي أُممت ومجموعة أوسكار هانسن التي كانت موجودة في المدينة في ذلك الوقت.
يبلغ عدد المعروضات وأموال المتحف أكثر من 17000 قطعة متحفية.
يحتل المعرض ثماني غرف في القصر المكون من طابقين والذي شيده جي. شولتس، وهو مهندس معماري من سومي، في أواخر القرن التاسع عشر - أوائل القرن العشرين وكان في الأصل مقراً للبنك المركزي للامبراطورية الروسية. يعرض المتحف لوحات ورسومات ومنحوتات وأعمال زخرفية للفنانين القدامى وكذلك لفنانين معاصرين، في كل من أوكرانيا وخارجها.

## معرض الصور

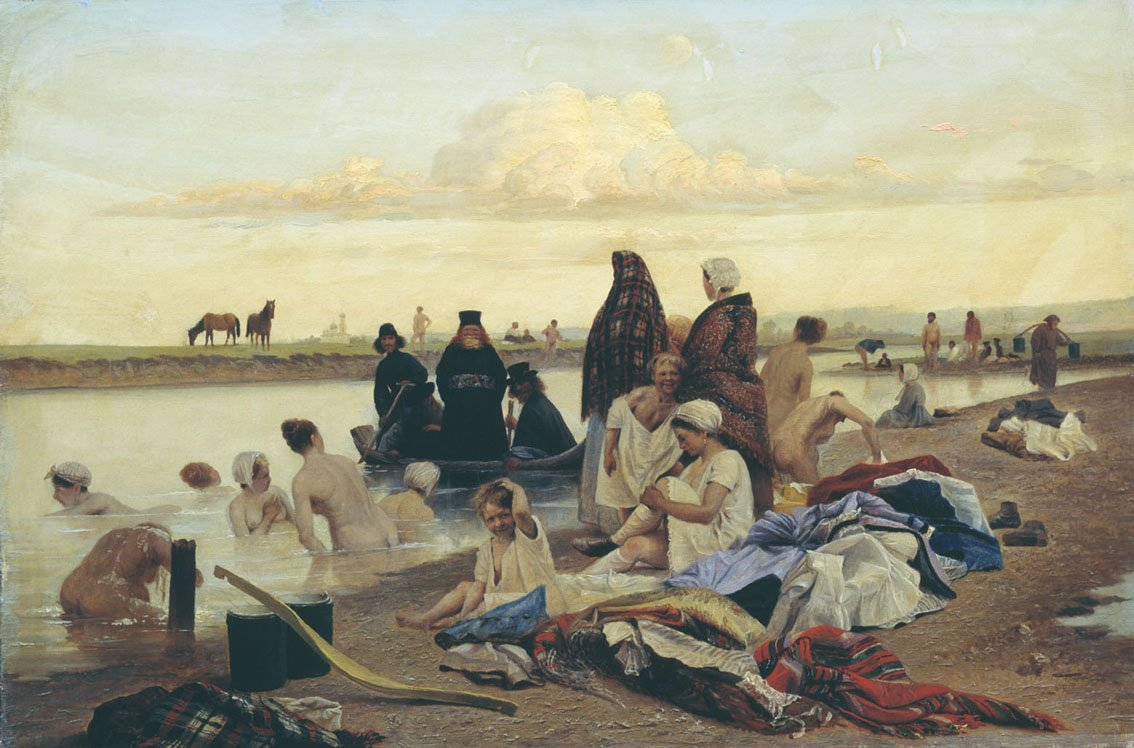
«الرهبان»، ليف سولوفييف، (1870)
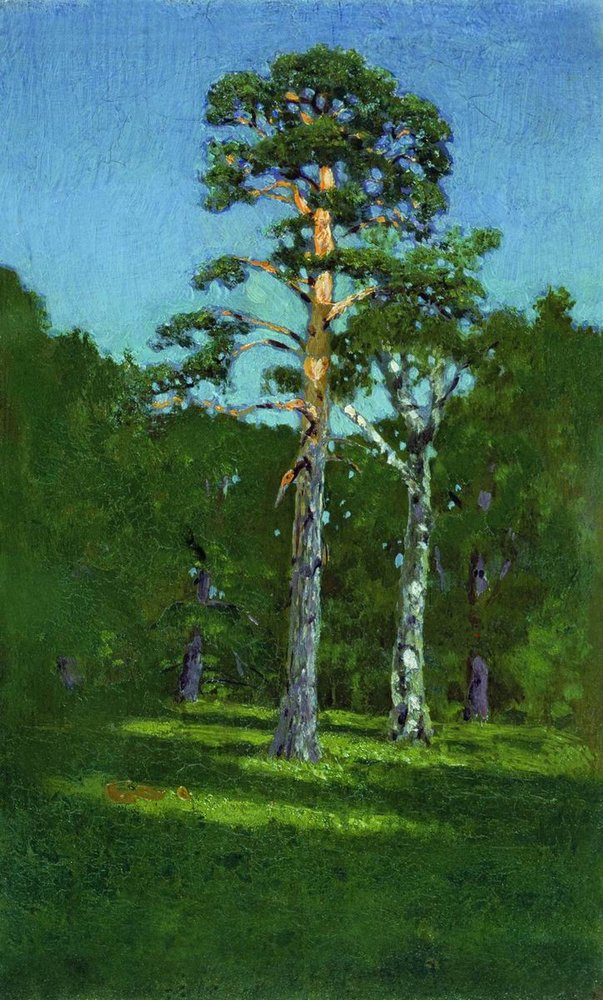
«الصنوبر»، أرخيب كويندزي، (1878)
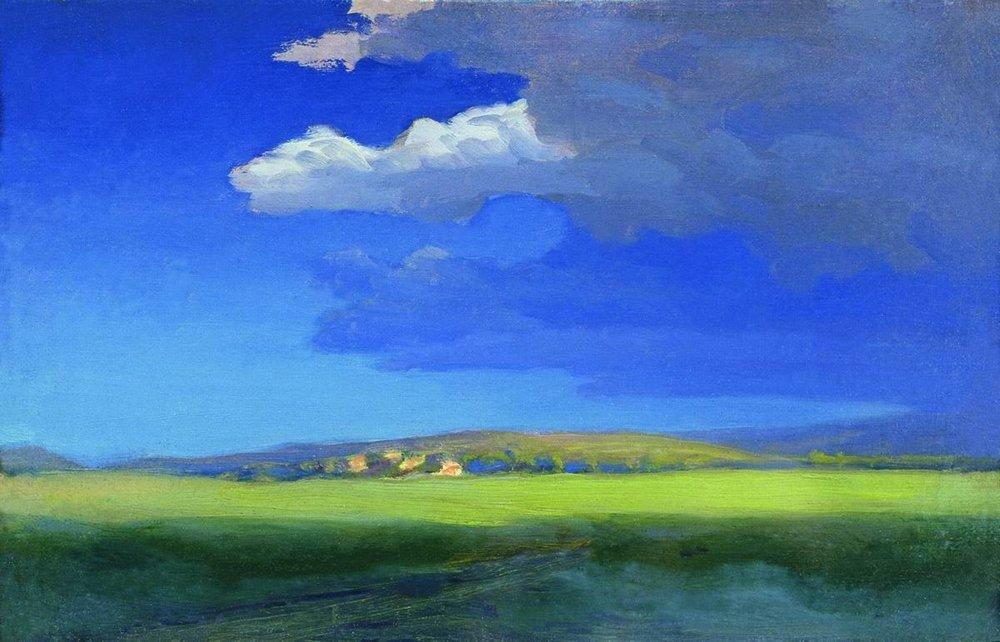
«بعد العاصفة»، أرخيب كويندزي، (1879)
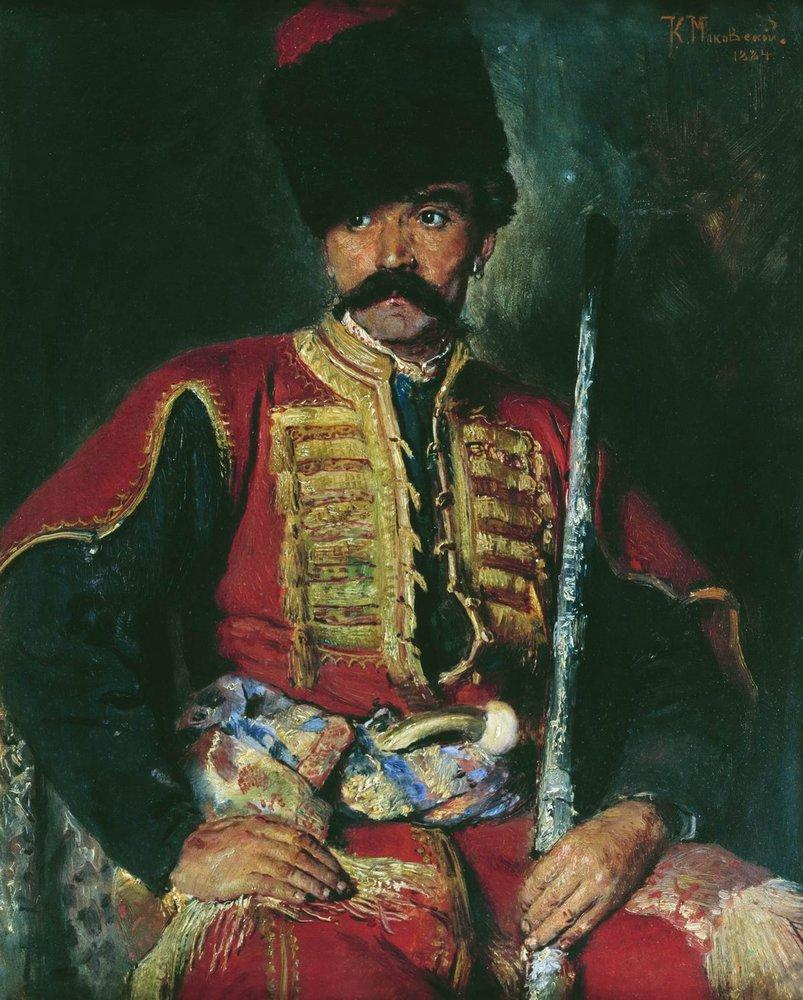
«قوزاق زابوروجي»، كونستانتين ماكوفسكي، (1884)

## وصلات خارجية
- Some pages about the museum and its collection نسخة محفوظة 15 أغسطس 2011 على موقع واي باك مشين.
- Nikanor Onatsky Regional Art Museum in Sumy. A set of postcards. Kyiv, Mistectvo, 1964.